# Bianca di Francia (duchessa d'Austria e Stiria)
Bianca di Francia (Parigi, 1278 – Vienna, 1º marzo 1305) è stata una principessa francese e la prima consorte di Rodolfo I d’Asburgo, duca d'Austria e di Stiria e figlio di Alberto I d'Asburgo.

## Biografia

### Famiglia

Stemma di Bianca di Francia come duchessa consorte di Stiria

Nacque a Parigi, secondogenita del re Filippo III di Francia e della sua seconda moglie, Maria di Brabante. Suoi fratelli erano Luigi, conte di Evreux e Margherita, futura regina d'Inghilterra. Aveva anche due fratellastri, nati dal primo matrimonio del padre con Isabella d’Aragona: Filippo, futuro re di Francia, e Carlo, conte di Valois.
Suoi nonni materni erano Enrico III, duca di Brabante e sua moglie, Alice di Borgogna. Suoi nonni paterni erano Luigi IX di Francia e Margherita di Provenza.

### Fidanzamenti
Bianca venne fidanzata quattro volte prima delle sue nozze: la prima volta con Giovanni I marchese di Namur, nel settembre del 1290, la seconda, il 31 luglio 1291, con Edoardo, principe di Galles, che sposò poi sua nipote Isabella, la terza nel 1293 con il padre di Edoardo, Edoardo I d’Inghilterra, rimasto vedovo tre anni prima. Il re, che aveva rotto il fidanzamento di Bianca con il figlio dopo aver sentito parlare della sua bellezza, inviò emissari al fratellastro della fanciulla, Filippo IV. Costui pose quali condizioni per le nozze le una tregua tra i due regni e della cessione della Guascogna alla Francia. Il re Edoardo accettò e inviò il fratello Edmondo a prendere la promessa sposa, ma costui scoprì che Bianca era già stata promessa a un altro: in cambio fu offerta in sposa al re la sorella minore di Bianca, Margherita, che all'epoca aveva soltanto undici anni. Edoardo rifiutò questa proposta e dichiarò guerra alla Francia e solo dopo cinque anni si raggiunse nuovamente la pace ed Edoardo sposò Margherita, ora sedicenne, ricevendo le città di Guienna e quindicimila scudi di dote.
Nel 1296 Bianca venne poi fidanzata a Giovanni II, conte d'Olanda.

### Matrimonio
Bianca sposò il 25 maggio 1300 Rodolfo I d’Asburgo. Partorì una bimba morta alla nascita nel 1304, un bimbo che sarebbe morto bambino nel marzo 1306 e subì infine un aborto. Bianca morì il 1º marzo 1305, probabilmente a causa delle complicazioni seguite all'aborto. Il vedovo sposò l'anno successivo Elisabetta Richeza di Polonia. Egli non ebbe alcun figlio dal secondo matrimonio e morì nel 1307, dopo esser stato re di Boemia per un solo anno.
Bianca è sepolta nella Minoritenkirche di Vienna.

## Ascendenza
|                        |                       |                                    | Genitori                  |  |  | Nonni |  |  | Bisnonni              |  |  | Trisnonni             |  |
|                        |                       |                                    |                           |  |  |       |  |  | Luigi VIII di Francia |  |  | Filippo II di Francia |  |
|                        |                       |                                    |                           |  |  |       |  |  | Luigi VIII di Francia |  |  | Filippo II di Francia |  |
|                        |                       | Isabella di Hainaut                |                           |  |  |       |  |  | Luigi VIII di Francia |  |  |                       |  |
| Luigi IX di Francia    |                       |                                    |                           |  |  |       |  |  | Luigi VIII di Francia |  |  |                       |  |
|                        |                       | Bianca di Castiglia                | Alfonso VIII di Castiglia |  |  |       |  |  |                       |  |  |                       |  |
|                        |                       | Bianca di Castiglia                | Alfonso VIII di Castiglia |  |  |       |  |  |                       |  |  |                       |  |
|                        |                       | Bianca di Castiglia                | Eleonora d'Inghilterra    |  |  |       |  |  |                       |  |  |                       |  |
| Filippo III di Francia |                       | Bianca di Castiglia                |                           |  |  |       |  |  |                       |  |  |                       |  |
|                        |                       | Raimondo Berengario IV di Provenza | Alfonso II di Provenza    |  |  |       |  |  |                       |  |  |                       |  |
|                        |                       | Raimondo Berengario IV di Provenza | Alfonso II di Provenza    |  |  |       |  |  |                       |  |  |                       |  |
|                        |                       | Raimondo Berengario IV di Provenza | Garsenda di Provenza      |  |  |       |  |  |                       |  |  |                       |  |
| Margherita di Provenza |                       | Raimondo Berengario IV di Provenza |                           |  |  |       |  |  |                       |  |  |                       |  |
|                        |                       | Beatrice di Savoia                 | Tommaso I di Savoia       |  |  |       |  |  |                       |  |  |                       |  |
|                        |                       | Beatrice di Savoia                 | Tommaso I di Savoia       |  |  |       |  |  |                       |  |  |                       |  |
|                        |                       | Beatrice di Savoia                 | Margherita di Ginevra     |  |  |       |  |  |                       |  |  |                       |  |
| Bianca di Francia      |                       | Beatrice di Savoia                 |                           |  |  |       |  |  |                       |  |  |                       |  |
|                        | Enrico II di Brabante | Enrico I di Brabante               |                           |  |  |       |  |  |                       |  |  |                       |  |
|                        | Enrico II di Brabante | Enrico I di Brabante               |                           |  |  |       |  |  |                       |  |  |                       |  |
|                        | Enrico II di Brabante | Matilde di Boulogne                |                           |  |  |       |  |  |                       |  |  |                       |  |
| Enrico III di Brabante | Enrico II di Brabante |                                    |                           |  |  |       |  |  |                       |  |  |                       |  |
|                        |                       | Maria di Svevia                    | Filippo di Svevia         |  |  |       |  |  |                       |  |  |                       |  |
|                        |                       | Maria di Svevia                    | Filippo di Svevia         |  |  |       |  |  |                       |  |  |                       |  |
|                        |                       | Maria di Svevia                    | Irene Angela              |  |  |       |  |  |                       |  |  |                       |  |
| Maria di Brabante      |                       | Maria di Svevia                    |                           |  |  |       |  |  |                       |  |  |                       |  |
|                        |                       | Ugo IV di Borgogna                 | Oddone III di Borgogna    |  |  |       |  |  |                       |  |  |                       |  |
|                        |                       | Ugo IV di Borgogna                 | Oddone III di Borgogna    |  |  |       |  |  |                       |  |  |                       |  |
|                        |                       | Ugo IV di Borgogna                 | Alice di Vergy            |  |  |       |  |  |                       |  |  |                       |  |
| Alice di Borgogna      |                       | Ugo IV di Borgogna                 |                           |  |  |       |  |  |                       |  |  |                       |  |
|                        |                       | Yolanda di Dreux                   | Roberto III di Dreux      |  |  |       |  |  |                       |  |  |                       |  |
|                        |                       | Yolanda di Dreux                   | Roberto III di Dreux      |  |  |       |  |  |                       |  |  |                       |  |
|                        |                       | Yolanda di Dreux                   | Eleonora di Saint-Valéry  |  |  |       |  |  |                       |  |  |                       |  |
|                        |                       | Yolanda di Dreux                   |                           |  |  |       |  |  |                       |  |  |                       |  |